# 25 km (obwód nowogrodzki)
25 km (ros. 25 км) – przystanek kolejowy w miejscowości Bolszaja Udraja, w rejonie batieckim, w obwodzie nowogrodzkim, w Rosji. Położony jest na linii Ługa – Batieckij.